# احمد ثانی یریما
احمد ثانی یریما (انگلیسی: Ahmad Sani Yerima؛ زادهٔ ۲۲ ژوئیهٔ ۱۹۶۰) (متولد ۲۲ ژوئیه ۱۹۶۰) یک سیاستمدار نیجریه است که از مه ۱۹۹۹ تا مه ۲۰۰۷ فرماندار ایالت زامفارا بود و به عنوان سناتور و معاون رهبر اقلیت در سنا برای زامفارا خدمت کرد. او عضو کنگره همه مترقیان (APC) است..

## سالهای اولیه
احمد روفای سانی در ۲۲ ژوئیه ۱۹۶۰ در شهر آنکا، ایالت زامفارا به دنیا آمد.

## شغل
به عنوان بخشی از سرویس ملی جوانان به ایالت بورنو منصوب شد، جایی که در بخش بودجه دفتر فرماندار کار کرد و همچنین در کالج مطالعات پایه بورنو، مایدوگوری تدریس کرد. .
در سال ۱۹۸۳، او کار خود را در خدمات مدنی ایالت سوکوتو به عنوان افسر برنامه‌ریزی اقتصادی در وزارت دارایی آغاز کرد.
در سال ۱۹۹۴، یریما به عنوان مدیر بودجه در وزارت دارایی به خدمات دولتی ایالت سوکوتو بازگشت.
در سپتامبر ۱۹۹۸، او خدمات دولتی را ترک کرد تا به یک حرفه سیاسی بپردازد.

## نامزدی ریاست جمهوری
یریما با رئیس‌جمهور محمد بوهاری ملاقات کرد تا او را از قصد خود برای نامزدی برای ریاست جمهوری آگاه کند. وی نامزدی خود را در ۶ مه ۲۰۲۲ اعلام کرد. با این حال، حزب او را برای رقابت در انتخابات مقدماتی حزب آزاد نکرد.

### شریعت
یریما اولین فرماندار ایالت نیجریه بود که قانون شریعت را در ایالت خود اجرا کرد، که در ۲۷ ژانویه ۲۰۰۰ به اجرا درآمد. اکثریت مسلمان این ایالت با اشتیاق استقبال کردند. هزاران نفر از مردمی که در خیابان‌های گوسائو جمع شده بودند، فریاد می‌زدند «خدا بزرگ است».
نهادهای اجرای شریعت در زمفرا تأسیس شد، از جمله شورای علما، کمیسیون هیسبه، هیئت زکات و اوقاف، هیئت تحقیق و توسعه شریعت، و کمیسیون تبلیغ.
در ایالت زامفارا، تنها ۵ درصد از دختران بین ۵ تا ۱۶ سال می‌توانند بخوانند و بنویسند. این ایالتی است که به مدت هشت سال توسط احمد یریما، اداره می‌شد.
فرماندار بر تعهد خود به نیجریه به عنوان یک جامعه چند دینی تأکید کرد.با این حال، برخی از تغییرات اعمال شده بر همه شهروندان ایالت تأثیر می‌گذارد. فروش و مصرف مشروبات الکلی و فحشا مشمول ممنوعیت سراسری بود.
معرفی شریعت در زمفارا توسط Huri-Laws، یک سازمان غیردولتی حقوق بشر نیجریه، و توسط یک شهروند مسیحی از این ایالت در دادگاه به چالش کشیده شد. دادگاه عالی ایالت زامفارا هر دو پرونده را رد کرد و حکم داد که اساسنامه حقوق هیچ‌یک از مدعیان را نقض نکرده‌است.

### جنجال ازدواج
یریما به عنوان سناتور جمهوری فدرال نیجریه، همسر چهارم خود) را با یک دختر ۱۳ ساله مصری جایگزین کرد. این مراسم در مسجد مرکزی ابوجا با حضور چند تن از همکاران سنای وی برگزار شد. پس از آن سناتور سانی متهم به ازدواج با یک کودک‌همسری شد و به دلیل نقض قانون حقوق کودک نیجریه در سال ۲۰۰۳ تحت بازجویی قرار گرفت.
با این حال، طبق ماده ۶۱ جدول دوم قانون اساسی نیجریه، دولت نیجریه هیچ اختیاری برای قانون گذاری در مورد «ازدواج بر اساس قوانین اسلامی و قوانین عرفی از جمله علل زناشویی مربوط به آن» ندارد، به این معنی که سناتور یریما هیچ پرونده قانونی برای پاسخگویی و تحقیق نداشت. رها شد.
وی با بیان اینکه شریعت را زیر پا نگذاشته‌است، گفت: «تاریخ به ما می‌گوید که حضرت محمد با دختر جوانی هم ازدواج کرده‌است، بنابراین من هیچ قانونی را نقض نکرده‌ام». به نقل از الجزیره، او برای این دختر ۱۳ ساله مصری $۱۰۰۰۰۰ جهیزیه پرداخت کرد.
گروه‌های زنان در نیجریه از این ازدواج خشمگین بودند، اما موضوع به سرعت خاموش شد و یریما اعلام کرد که او به جای قوانین کشور، به قوانین اسلامی متعهد است. وقتی مشخص شد که دادستان کل وقت، بلو آدوکه، قرار نیست محاکمه کند، جامعه مدنی چاره‌ای جز کناره‌گیری نداشت. این یک ضربه به کمپین علیه ازدواج کودکان بود.